# Josh Grelle
Joshua "Josh" Grelle (Clifton, Texas, 2 de noviembre de 1985) es un actor de voz y guionista ADR estadounidense en doblajes en inglés de anime japonés, trabajando principalmente para Funimation, ADV Films y Seraphim Digital.

## Vida personal
Grelle tiene un hermano menor. En 2017, se casó con Joanna Grelle (de soltera Beatty).
En marzo de 2023, Grelle salió del clóset al declarase mujer trans en las redes sociales, adoptando el nombre de Jessie James Grelle.

## Filmografía

### Animaciones
- RWBY – Tyrian Callows[5]

### Películas de anime
- Mass Effect: Paragon Lost – Nicky

### Videojuegos
- Borderlands 2 – Dave (sin acreditar)
- Borderlands: The Pre-Sequel – Password Scav, Lost Legion Defector, Dickie Ford, Torgue Corporation Disclaimer[6]
- Dragon Ball Z: Ultimate Tenkaichi – personaje de encargo (enérgico)
- Dragon Ball Xenoverse – Demon God Démigra
- Lovely Little Thieves – The Eyes[7]
- Neverending Nightmares – Thomas
- Orcs Must Die! – Orc
- SMITE – Xbalanque
- Tales of Xillia 2 – Ludger Will Kresnik, Victor